# 高田誠二
高田 誠二（たかだ せいじ、1928年3月24日 - 2015年）は、日本の科学史家、計量工学者。北海道大学名誉教授。

## 略歴
東京府生まれ。1950年東京大学工学部計測工学科卒業、通商産業省中央度量衡検定所（のち計量研究所）に入り、温度計測・単位論の研究に従事。1961年「金点における黒体放射の実現」で東京大学より工学博士の学位を取得。1970年『単位の進化』で毎日出版文化賞受賞。同年計量研究所研究企画官、72年第二部長、1980年北海道大学理学部教授、1991年退官、名誉教授、久米美術館参事・研究員。
計量に関する研究、一般書の著述のほか、岩倉使節団の自然科学面での研究著述も行った。

## 著書

### 単著
- 『単位の進化 原始単位から原子単位へ』講談社ブルーバックス 1970、講談社学術文庫 2007
- 『単位と単位系』共立出版 1980
- 『計る・測る・量る そのための七つの知恵』講談社ブルーバックス 1981
- 『熱エネルギーのおはなし』日本規格協会 1985
- 『計測の科学的基礎 情報生産論への道』コロナ社 1987
- 『実験科学の精神』培風館(科学精神の冒険) 1987
- 『科学方法論序説 自然への問いかけ働きかけ』朝倉書店 1988
- 『熱をはかる』日本規格協会 1988
- 『情報生産のための技術論』海鳴社(叢書:技術文明を考える)　1991
- 『計測の進歩とハイテク』コロナ社 1991
- 『プランク』清水書院(Century books)　1991
- 『維新の科学精神－『米欧回覧実記』の見た産業技術』朝日選書 1995
- 『測れるもの測れないもの』裳華房(ポピュラー・サイエンス)　1998
- 『図解雑学 単位のしくみ』ナツメ社 1999
- 『「単位」がわかる』丸善(理科年表読本)　2003
- 『久米邦武　史学の眼鏡で浮世の景を』ミネルヴァ書房〈ミネルヴァ日本評伝選〉 2007

### 共編著
- 『単位のカタログ 国際単位系に親しむ』大井みさほ共著 新生出版 1978
- 『『米欧回覧実記』の学際的研究』田中彰共編著 北海道大学図書刊行会 1993
- 『理工学量の表現辞典 JIS用語から新計量法単位へ』 朝倉書店 1994

### 翻訳
- マッハ『熱学の諸原理』東海大学出版会(物理科学の古典) 1978

## 論文
- <高田誠二